# Jan Hendrik Beaujon
Jan Hendrik Beaujon (Oranjestad, 15 februari 1905 - Aruba, 21 maart 1989) was een Antilliaans bestuurder. Hij kreeg de bijnaam Jan Cultuur.
Hij was zoon van Mercedes Roos en koopman Frederik Johannes Caspar (Fechi) Beaujon, schrijver van het gedicht Atardi in het papiamento. Hijzelf was getrouwd met Violet Eunice Thielen.
Zijn opleiding bestond uit de openbare school en avondschool, aangevuld met privécursussen. Daarna studeerde hij enige tijd bij de" Vereniging van Leraren" in Amsterdam. Terug op Aruba werd hij daadwerkelijk onderwijzer (1923-1925), maar was daarna werkzaam bij de "Fitzsimmons Drilling Company" in Maracaibo (1925-1929). Vanaf 1931 was hij werkzaam bij personeelszaken van Lago Oil & Transport Co. Ltd., eerst nog in Maracaibo een paar jaar later op Aruba. Daar werkend maakte hij studiereizen op het gebied van veiligheid naar de Verenigde Staten. Hij maakte binnen Lago diverse promoties door, in 1955 was hij Personnel Relations Assistant.
Vanaf 1933 tot 1953 was hij betrokken bij het bestuur van de Protestantse gemeente op Aruba; hij had ook zitting in de synode van de  Protestantse Gemeente van de Nederlandse Antillen als geheel. Hij was zeer betrokken bij de Stichting Schouwburg Aruba. Nadat hij in 1949 betrokken was bij de oprichting van Cultureel Centrum Aruba, was hij er in volgende jaren secretaris en voorzitter, totdat hij in 1984 terugtrad. Vanaf 1964 was hij enige tijd lid van de Adviesraad voor Culturele Samenwerking (Nederland – Antillen) hetgeen uitmondde in het voorzitterschap. Toen hij die functie neerlegde werd hij benoemd tot ridder in de Orde van de Nederlandse Leeuw. Andere functies waren nog voorzitter bij de hulpactie "Aruba Yuda Aruba" (hul[verlening na storm Hazel), oprichter en voorzitter van Sportclub Caribe, mede-oprichter en directeur tot circa 1978 van Stichting Wilhelminastadion en bestuurslid van het Prins Bernhard Fonds, bestuurslid bij het Rode Kruis afdeling Aruba en oprichter van Aruba Sport Unie. Verder bestond zijn werk uit bijdragen aan de bewustwording van de Antillianen op cultureel en maatschappelijk gebied.
Zijn bericht van overlijden meldde dat hij drager van de Zilveren Anjer (1958), ridder (165) en officier (later( in de Orde van Oranje-Nassau (<1974), ridder in de Orde van de Nederlandse Leeuw (1974), en Orde van Andrés Bello (tweede klasse) was. Hij werd 84 jaar en werd begraven op de Protestantse Begraafplaats aan de Boerhaavestraat.